# Josef von Zuben
Josef von Zuben (* 3. Februar 1866 in Buochs; † 3. August 1938 ebenda) war ein Schweizer Politiker. Von 1925 bis 1934 gehörte er als Vertreter der Konservativen dem Regierungsrat des Kantons Nidwalden an.

## Leben
Josef von Zuben wurde als Sohn des Josef Kaspar von Zuben und der Aloisia Flüeler geboren. Nach der Schulzeit wurde er Landwirt auf dem Hof Bächli in Buochs und engagierte sich in zahlreichen Ämtern im Zusammenhang mit der Landwirtschaft. Von Zuben war Präsident der Viehzuchtgenossenschaft Buochs, Mitgründer und Vizepräsident des Milchzuchtverbands Nidwalden, Mitgründer und Vorstandsmitglied des Obstbauvereins Nidwalden und Zuchtbuchführer. 
Auf Gemeindestufe begann Josef von Zubens politische Laufbahn 1896 als Ersatzmitglied des Vermittlungsgerichts. Im Jahr 1902 wurde er Mitglied des Gemeinderats von Buochs. Zudem wurde von Zuben Ersatzmitglied der Güteranschlagskommission. Das Jahr 1908 brachte ihm die Wahl in den Schulrat. In den Kirchenrat von Buochs zog von Zuben im Jahr 1923 ein. 1931 wurde er Kirchmeier (Präsident des Kirchenrats).
Sein erstes Amt auf Kantonsstufe war die des Ratsherrs im Landrat. Dies war im Jahr 1919. Im gleichen Jahr wurde von Zuben Mitglied der Landwirtschafts- und Forstkommission. Ab 1923 war er Ersatzmitglied des Obergerichts. Das Volk wählte ihn an der Landsgemeinde 1925 in den Regierungsrat. Er übernahm die Landwirtschaftsdirektion und wurde Vorsteher der Landwirtschafts- und Forstkommission. Dort blieb von Zuben bis ins Jahr 1934, als er zusammen mit acht weiteren Mitgliedern der Regierung sein Amt verlor. Von Zuben wurde 1934 Präsident der Viehschaukommission. Im Jahr 1937 wurde er Mitglied des Obergerichts.
Josef von Zuben heiratete am 6. Mai 1892 Elisabeth Barmettler. Aus dieser Ehe stammen vier Kinder (drei Töchter und ein Sohn). Die Buochser Linie, der er angehörte, starb mit seinem Enkel
im Jahr 2011 aus.

## Quelle
- Altes Stammbuch. Band , von Zuben, Seite 2.